# 索德诺木·达木丁巴扎尔
索德诺木·达木丁巴扎尔（1874年—1923年6月23日），喀尔喀蒙古族，外蒙古札薩克圖汗部人，第八世（转生蒙古后不计追认）扎勒堪扎活佛。曾两度出任蒙古总理。

## 生平

### 早年生涯
达木丁巴扎尔于1874年生于外蒙古札薩克圖汗部讷木勒格地区鄂依贡湖附近，今属蒙古国扎布汗省。其父名为策伦索德诺木（Tserensodnom），其母名为索诺姆（Sonom），二人属于中产阶层的牧民。1877年，达木丁巴扎尔被认定为扎勒堪扎库伦（Jalkhanzyn Khüree，今库苏古尔省布伦陶格陶赫）的扎勒堪扎呼图克图。从16岁到20岁，他学习了藏文和蒙古文、数学、占星术、佛经等等，并且曾是位于大库伦（Ih Hüree）的一座寺院的学员。

### 政治生涯
据说，早在1900年烏里雅蘇臺军队起义时，达木丁巴扎尔就同情外蒙古独立的主张。在1911年至1912年间，他公开投入外蒙古独立运动中。他被任命为“西部边境参赞大臣”（西部边境指科布多地区），并和许多知名人物如哈丹巴特尔·马克思尔扎布、芒来巴特尔·达木丁苏隆、陶克陶胡、丹毕坚赞等人一起参加了攻取科布多城的战役。由于在此次战役中的功绩（他和其他喇嘛一起在附近的山上念经），他于1912年被授予“撒嘛谛诺门罕”（Samadi Nomun Khan）封号。
他曾经数次赴北京以表达外蒙古的关切和要求。1919年，他随一个外蒙古代表团访问了美国驻中国张家口的领事，该团携带了博克多汗的信，该信请求美国在外蒙古首府库伦（今乌兰巴托）设立领事馆。
1919年，北洋政府派徐树铮率军占领库伦后，达木丁巴扎尔成为北洋政府官员陈毅的下属官员，而博克多汗则被软禁。1921年，恩琴攻占库伦后，同年2月22日，达木丁巴扎尔被博克多汗任命为蒙古政府内阁总理大臣兼内务大臣。
1921年，恩琴被苏俄红军及苏赫巴托尔领导的蒙古革命军队击败，达木丁巴扎尔随后卸任公职。同年稍后，达木丁巴扎尔接到第三国际代理人的联系，后者同意达木丁巴扎尔在蒙古西部抗击俄国白军。随后达木丁巴扎尔加入了乌里雅苏台的马克思尔扎布所部，参加了对俄国白军的战役。

### 出任总理
1922年，蒙古总理道格索姆·鲍道辞职，随后因被指控勾结反动敌人（包括丹毕坚赞和美国驻张家口的领事）推翻政府而被处死。为了平息由此导致的宗教上的愤怒（因为鲍道是喇嘛），包括达木丁·苏赫巴托尔在内的蒙古人民党领导人请身为呼图克图的达木丁巴扎尔接任总理。
1923年6月23日，在接任总理15个多月后，达木丁巴扎尔圆寂。